# آلفا رومئو جی‌تی
آلفارومئو جی‌تی (Alfa Romeo GT) خودرویی است که در سال‌های ۲۰۰۴ تا ۲۰۱۰ در ایتالیا تولید شده‌است.
این خودرو در کلاس خودرو اسپورت قرار گرفته و طراحی آن خودروهای موتور جلو-محور جلو بوده است. سیستم جعبه‌دندهٔ آن ۵ دنده به صورت دستی است.